# Piotr Cetnarowicz
Piotr Cetnarowicz (ur. 19 maja 1973 w Iławie) – polski piłkarz, grający na pozycji napastnika.

## Kariera klubowa
Jest wychowankiem Pogoni Prabuty, w której rozpoczął piłkarską karierę. Potem występował w zespołach Rodło Kwidzyn i Pomezania Malbork. Latem 1997 przeszedł do Groclinu. Po występach w klubach Jeziorak Iława, Górnik Łęczna, Ceramika Opoczno, KSZO Ostrowiec Świętokrzyski i Podbeskidzie Bielsko-Biała latem 2003 podpisał kontrakt z ukraińskim Krywbasem Krzywy Róg. W rundzie jesiennej rozegrał 6 gier i zimą 2004 powrócił do Polski, gdzie bronił barw takich klubów jak Świt Nowy Dwór Mazowiecki, MG MZKS Kozienice, Tur Turek i Lechia Gdańsk. Od lipca 2009 r. piłkarz Orkana Rumia, następnie od sierpnia 2010 r. Orła Choczewo (Pomorska Klasa O).